# Herpetotherium
Herpetotherium is een geslacht van uitgestorven buideldieren uit de Herpetotheriidae. Deze opossumachtige dieren leefden van het Eoceen tot in het Mioceen in  Noord-Amerika.

## Fossiele vondsten
Fossielen van Herpetotherium zijn gevonden in de Verenigde Staten en Canada. De oudste soort, H. knighti, leefde circa 50 miljoen jaar geleden. Herpetotherium was een van de algemeenste kleine zoogdieren tijdens de North American Land Mammal Age Arikareean (Laat-Oligoceen tot Vroeg-Mioceen) met een drietal soorten: de typesoort H. fugax, H. youngi en H. merriami.  Van H. fugax zijn goed bewaard gebleven skeletten gevonden in de White River-formatie in Wyoming die veel informatie hebben opgeleverd over de lichaamsbouw en leefwijze van Herpetotherium. De jongste fossiele vondsten van Herpetotherium dateren van 16 miljoen jaar geleden.

## Kenmerken
Herpetotherium was een omnivoor en leefde voornamelijk op de grond. Dit dier had het formaat van een muis met een gewicht van veertig tot tachtig gram.

## Soorten
- H. fugax (syn. Didelphys pygmaea, H. scalare, H. tricuspis, Peratherium fugax) (type)
- H. huntii
- H. knighti (syn. Centracodon delicatus, Entomacodon minutus, Peratherium morrisi)

- H. marsupium Troxell, 1923, (syn. Peratherium marsupium volgens Simpson, 1928)

- H. merriami (Stock en Furlong, 1922, oorspronkelijk benoemd in Peratherium omdat Stock met Simpson was overeengekomen dat Herpetotherium Cope 1873 synoniem was met Peratherium)

- H. tabrumi Korth, 2018

- H. valens (syn. Peratherium donahoei)

- H. youngi (syn. Peratherium spindelri)